# Bif Naked
 For alternative betydninger, se BIF.
Bif Naked (født Beth Torbert 15. juni 1971 i New Delhi, Indien) er en amerikansk-canadisk rock-singer-songwriter, digter, tegneserietegner og skuespiller.